# Eptatretus profundus
Eptatretus profundus – gatunek bezszczękowca z rodziny śluzicowatych (Myxinidae). 

## Zasięg występowania
Znana tylko z holotypu złapanego w okolicach przylądka Cape Point w Południowej Afryce.

## Cechy morfologiczne
Osiąga 62 cm długości. 

## Biologia i ekologia
Holotyp odłowiono na głębokości 732 m.